# Sami Douchet
Sami Douchet, né le 21 avril 1997 en France, est un handballeur international algérien,,.

## Palmarès

### En équipe d'Algérie
Championnats du monde
- 31e place au Championnat du monde 2023 ( Pologne/ Suède)[4]